# Tjänsteförsäljning
Tjänsteförsäljning innebär oftast försäljning av en kommersiell produkt som inte är fysisk, en tjänst, till exempel ett arbete som utförs mot betalning. Tjänsteförsäljning karaktäriseras i regel av att det finns ett behov som kan tillgodoses och att det är viktigt med begrepp som trygghet, kvalitet och ledtider. Kvalificerad tjänsteförsäljning är i regel inte utsatt för prispress medan enklare tjänster tvärtom är i skottlinjen för en sådan typ av diskussioner.